# Jonesborough (Tennessee)
Jonesborough város az USA Tennessee államának Washington megyéjében, melynek megyeszékhelye. Lakosainak száma 5860 fő (2020. április 1.).

## Népesség
A település népességének változása:

| 2010 | 5 051 |
| 2020 | 5 860 |